# Schwarzer Wiesen
Schwarzer Wiesen is een moeras in de Duitse deelstaat Mecklenburg-Voor-Pommeren.